# サム・B・ウィリアムズ
サム・バーロウ・ウィリアムズ（Sam Barlow Williams、1921年5月7日 - 2009年6月22日）はアメリカ合衆国・シアトル出身の発明家でウィリアムズ・インターナショナルの創業者である。

## 人物
彼はとりわけ小型のターボファンの開発で著名だった。彼は複数の権威ある航空における技術革新の賞を受賞した。
- コリアー・トロフィー：1978年にジミー・カーター大統領から授与された。
- ライト兄弟 メモリアル トロフィー（英語版）：1988年にロナルド・レーガン大統領から授与された。
- アメリカ国家技術賞：ビル・クリントン大統領から授与された。

ウィリアムズは同様に国家発明殿堂と1988年に全米航空殿堂に殿堂入りした。ウィリアムズは同様に彼が苦しめられた癌と変性眼疾患のための医学研究における発明者や発明を推進した。
ウィリアムズは小型のタービンエンジンを開発、製造する目的で彼の所有する会社を設立する前はクライスラー社の機械技術者だった。最初の製品の契約は船舶用の船外機のための実験用ガスタービンだった。
インディアンウェルズで死去した。